# Eilema undulata
Eilema undulata là một loài bướm đêm thuộc phân họ Arctiinae, họ Erebidae.